# Área de seguridad conjunta

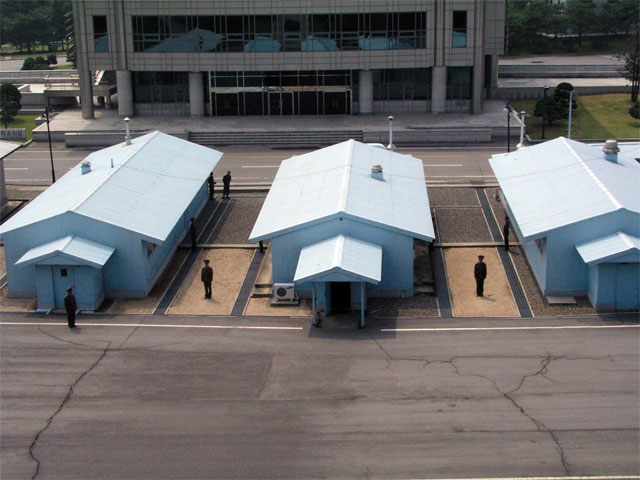
Instalaciones del área de seguridad compartida vistas desde Corea del Norte.

El área de seguridad compartida o de seguridad conjunta (también conocido por su denominación en inglés Joint Security Area o sus iniciales JSA) es el único sector de la zona desmilitarizada de Corea (ZDC) en donde fuerzas militares de Corea del Norte y Estados Unidos tienen contacto directo. Desde su creación el JSA es utilizado para que las dos Coreas (Corea del Sur en representación de Estados Unidos) mantengan contactos diplomáticos, y hasta marzo de 1991 también fue el emplazamiento de negociaciones militares entre el Comando de las Naciones Unidas y Corea del Norte. El área de seguridad compartida está situado en las coordenadas 37°57′21.60″N 126°40′36.50″E / 37.9560000, 126.6768056 en plena carretera Pyongyang-Seúl, en el término municipal de la antigua aldea de Panmunjom.
La villa original de Panmunjom, anterior a la guerra de Corea, abarcaba un área mayor que las actuales instalaciones militares del área de seguridad compartida y estaba compuesta principalmente por granjas y terrenos de cultivo. Las instalaciones levantadas después fueron situadas a unos 800 metros al sur de donde se asentaba Panmunjom. La cercanía a esta antigua aldea es la razón por la cual se suele confundir al área de seguridad compartida con el topónimo Panmunjom. Dicha aldea ya no existe ya que fue destruida durante la Guerra, aunque en la actualidad, en el mismo lugar donde antes se encontraba, ahora se levanta el Museo de la paz de Corea del Norte. Corea del Norte no permite que se edifiquen nuevas viviendas en su sector de la zona desmilitarizada, la aldea no fue reconstruida, pero su nombre sigue empleándose para referirse al área de seguridad compartida. El nombre de Panmunjom ganó notoriedad tras la firma del Armisticio que puso fin a las hostilidades. Los generales Nam Il, norcoreano, y William Harrison Jr, estadounidense, firmaron el documento el 27 de julio de 1953 en un improvisado pabellón ubicado en las ruinas de Panmunjom, hoy en territorio norcoreano. Posteriormente, el general estadounidense y comandante en jefe del Comando de las Naciones Unidas Mark Wayne Clark refrendó el documento del acuerdo del Armisticio en una ceremonia separada celebrada en Munsán, aproximadamente 18 kilómetros al sur de la zona desmilitarizada; mientras que el mariscal norcoreano y Comandante Supremo del Ejército Popular de Corea Kim Il-sung, acompañado del comandante chino Peng Dehuai hizo lo propio en otra ceremonia separada que se desarrolló en Kaesong, unos 10 kilómetros al norte de la ZDC.
El área de seguridad compartida ha sido el lugar de numerosos acontecimientos desde su creación en 1953, comenzando por la repatriación de prisioneros de guerra después del fin de las hostilidades utilizando para ello el llamado Puente sin retorno en las proximidades del JSA. La notoriedad que alcanzó el JSA le han llevado a ganarse el sobrenombre de "el pueblo de la tregua" dado por la prensa internacional, e informalmente por medios especializados. El JSA ha sido utilizado también como trasfondo de una película surcoreana del 2000 que lleva el mismo nombre.